# Hassan Chaitou
Hassan Samih Chaitou, conosciuto come Shibriko (in arabo حسن سميح شعيتو‎?; Tiri, 16 giugno 1991) è un calciatore libanese, difensore dell'Ansar e della nazionale libanese.

## Carriera

### Club
Ha sempre giocato nel campionato libanese.

### Nazionale
Ha esordito con la maglia della nazionale il 20 novembre 2018 in occasione dell'amichevole persa per 3-0 contro l'Australia.

## Palmarès

### Club

#### Competizioni nazionali
- Prima Divisione: 1

Ansar: 2020-2021
- Coppa di Libano: 2

Ansar: 2016-2017, 2020-2021
- Supercoppa di Libano: 1

Safa: 2013

## Statistiche

### Cronologia presenze in nazionale
| Cronologia completa delle presenze e delle reti in nazionale ― Libano | Cronologia completa delle presenze e delle reti in nazionale ― Libano | Cronologia completa delle presenze e delle reti in nazionale ― Libano | Cronologia completa delle presenze e delle reti in nazionale ― Libano | Cronologia completa delle presenze e delle reti in nazionale ― Libano | Cronologia completa delle presenze e delle reti in nazionale ― Libano | Cronologia completa delle presenze e delle reti in nazionale ― Libano | Cronologia completa delle presenze e delle reti in nazionale ― Libano |
| Data                                                                  | Città                                                                 | In casa                                                               | Risultato                                                             | Ospiti                                                                | Competizione                                                          | Reti                                                                  | Note                                                                  |
| --------------------------------------------------------------------- | --------------------------------------------------------------------- | --------------------------------------------------------------------- | --------------------------------------------------------------------- | --------------------------------------------------------------------- | --------------------------------------------------------------------- | --------------------------------------------------------------------- | --------------------------------------------------------------------- |
| 20-11-2018                                                            | Sydney                                                                | Australia                                                             | 3 – 0                                                                 | Libano                                                                | Amichevole                                                            | -                                                                     | 85’                                                                   |
| 30-7-2019                                                             | Karbala                                                               | Iraq                                                                  | 1 – 0                                                                 | Libano                                                                | Campionato Asia occ. 2019                                             | -                                                                     |                                                                       |
| 2-8-2019                                                              | Karbala                                                               | Siria                                                                 | 1 – 2                                                                 | Libano                                                                | Campionato Asia occ. 2019                                             | -                                                                     |                                                                       |
| 5-8-2019                                                              | Karbala                                                               | Libano                                                                | 0 – 0                                                                 | Palestina                                                             | Campionato Asia occ. 2019                                             | -                                                                     |                                                                       |
| 5-9-2019                                                              | Pyongyang                                                             | Corea del Nord                                                        | 2 – 0                                                                 | Libano                                                                | Qual. Mondiali 2022                                                   | -                                                                     |                                                                       |
| 10-9-2019                                                             | Seeb                                                                  | Oman                                                                  | 1 – 0                                                                 | Libano                                                                | Amichevole                                                            | -                                                                     | 46’                                                                   |
| 10-10-2019                                                            | Beirut                                                                | Libano                                                                | 2 – 1                                                                 | Turkmenistan                                                          | Qual. Mondiali 2022                                                   | -                                                                     |                                                                       |
| 15-10-2019                                                            | Colombo                                                               | Sri Lanka                                                             | 0 – 3                                                                 | Libano                                                                | Qual. Mondiali 2022                                                   | -                                                                     |                                                                       |
| 14-11-2019                                                            | Beirut                                                                | Libano                                                                | 0 – 0                                                                 | Corea del Sud                                                         | Qual. Mondiali 2022                                                   | -                                                                     |                                                                       |
| 19-11-2019                                                            | Beirut                                                                | Libano                                                                | 0 – 0                                                                 | Corea del Nord                                                        | Qual. Mondiali 2022                                                   | -                                                                     |                                                                       |
| 5-6-2021                                                              | Goyang                                                                | Libano                                                                | 3 – 2                                                                 | Sri Lanka                                                             | Qual. Mondiali 2022                                                   | -                                                                     |                                                                       |
| 12-6-2021                                                             | Goyang                                                                | Corea del Sud                                                         | 2 – 1                                                                 | Libano                                                                | Qual. Mondiali 2022                                                   | -                                                                     | 89’                                                                   |
| Totale                                                                |                                                                       | Presenze                                                              | 11                                                                    |                                                                       | Reti                                                                  | 0                                                                     |                                                                       |